# كيث باستيك
كيث باستيك (بالإنجليزية: Keith Bostic) مهندس برمجيات أمريكي وواحد من الشخصيات الرئيسية في تاريخ توزيعة برمجيات بيركلي يونكس والبرمجيات مفتوحة المصدر.
في عام 1986 ، باستيك انضم إلى مجموعة أبحاث أنظمة الحاسوب (CSRG) في جامعة كاليفورنيا في بيركلي. كان واحدا من المطورين الرئيسيين في كل من النسخ Berkeley 2BSD, 4.4BSD,4.4BSD-Lite . ومن بين العديد من المهام الأخرى، قاد جهود CSRG لإنشاء نسخ برمجيات حرة ل BSD UNIX ، مما ساعد في بناء كل من FreeBSD، NetBSD و OpenBSD.
باستيك وزوجته مارجو سيلتزر أسسو Sleepycat Software في عام 1996 لتطوير وتسويق بيركلي DB، مفتوحة المصدر، قاعدة البيانات غير العلائقية